# 印度土地改革
印度土地改革是印度国民大会党政府實施的土地的改革。1940年6月，印度国民大会党就打算廢除扎明達爾。1950年，北方邦首先決定取消扎明達爾制，接着其他各邦相繼立法廢除扎明達爾制。具體措施為政府出錢從扎明達爾手中購買土地，佃农出錢購買後可取得土地所有权。1950年至1960年期間，约2000万户佃农購買了土地。柴明达尔獲得了67亿卢比的补偿金，而且還保留大量自耕地。之後印度各邦立法將政府征收來的土地分配给无地或少地农民。